# Frederick Clarence Weber
Frederick Clarence Weber (* 1. Oktober 1878 in Columbus, Ohio; † 31. Juli 1980 in White Plains, New York) war ein US-amerikanischer Chemiker.

## Leben

### Familie und Ausbildung
Der aus Columbus, der Hauptstadt des US-Bundesstaates Ohio stammende Frederick Clarence Weber, Sohn des Herman Philip Weber und der Medora Isabelle, geborene Maize, widmete sich nach dem Besuch der öffentlichen Schulen dem Studium der Chemie an der Ohio State University, das er 1901 mit der Verleihung des akademischen Grades eines Bachelor of Science abschloss. Weber belegte im Anschluss ein Medizinstudium an der George Washington University, wo er 1908 zum Doctor of Medicine promoviert wurde.
Frederick Clarence Weber heiratete am 20. Juni 1908 die aus Hyattsville im US-Bundesstaat Maryland gebürtige Alice Louise Baker. Weber starb am 31. Juli 1980 im hohen Alter von 101 Jahren im White Plains Hospital Medical Center.

### Beruflicher Werdegang
Frederick Clarence Weber übernahm nach seinem Bachelorabschluss an der Ohio State University eine Anstellung als Assistant Chemist an der Kansas Agricultural Experiment Station in Manhattan. 1902 wechselte er in der Funktion als Scientific Assistant zum Bureau of Chemistry des United States Department of Agriculture nach  Washington, D.C. 1906 wurde Weber in der Position als Chemist die Leitung des Animal Physiological Chemical Laboratory übertragen, bevor er 1922 zurücktrat. Seit 1923 war er als Research Chemist in der Fleischmann Company in New York City tätig.
Frederick Clarence Weber hatte Mitgliedschaften in der American Chemical Society, der American Association for the Advancement of Science sowie in den wissenschaftliche Vereinigungen Sigma Xi und Delta Tau Delta inne.
Frederick Clarence Weber zählte zu den Pionieren in der Ernährungsforschung. Weitere Forschungen betrafen insbesondere das Gebiet der Biochemie.

## Publikationen
- zusammen mit J. T. Willard, R. W. Clothier: Analyses of corn, with reference to its improvement. in: Bulletin (Kansas Agricultural Experiment Station), no. 107. Experiment Station, Kansas State Agricultural College, Manhattan, Kan., 1902
- zusammen mit Harvey Washington Wiley: Influence of food preservatives and artificial colors on digestion and health. v. Formaldehyde. in: U.S. Dept. of Agriculture. Bureau of Chemistry. Bulletin, no. 84, pt. v.  Govt. Print. Off.,  Washington, D.C., 1908
- Fish Meal: Its Use As a Stock and Poultry Food. in: USDA Bulletin., 378. Govt. Print. Off., Washington, D.C., 1916
- zusammen mit J. B. Wilson, H. W. Houghton: Maine Sardine Industry. in: USDA Bulletin., 908. Govt. Print. Off., Washington, D.C., 1921